# Wojewodowie smoleńscy
Wojewodowie smoleńscy zarządzali całą obroną Smoleńszczyzny, łącznie z pospolitym ruszeniem. Byli oni szefami służby wywiadowczej całego północno-wschodniego pogranicza Rzeczypospolitej, a wiadomości zbierali przez szpiegów (tzw. raskunów), których wysyłali do Moskwy oraz od starostów i dowódców garnizonów twierdz. Zgromadzoną wiedzę przesyłali hetmanom litewskim (wielkiemu i polnemu) i królowi.
Wojewodowie smoleńscy pełnili także funkcje starościńskie na obszarze województwa, mając w swym ręku jurysdykcję w sprawach karnych.
Specjalne znaczenie miało pospolite ruszenie województwa, które, w odróżnieniu od reszty Rzeczypospolitej, obowiązane było stawać w twierdzach ujezdów (dawne rosyjskie jednostki administracyjne, które pozostawiono jako części powiatu), w których leżały majątki szlachty. Inaczej niż w innych województwach Korony i Litwy, pospolite ruszenie Smoleńszczyzny obejmowało całą szlachtę, bez względu na posiadany majątek, oraz tych mieszczan, którzy posiadali dobra ziemskie. Niestawienie się groziło konfiskatą majątku. Smoleńskie pospolite ruszenie wyróżniało się sprawnością bojową od reszty ziem polskich, gdyż na ogół majątki zostały tu nadane byłym żołnierzom zaciężnym.
Wojewodowie smoleńscy byli dowódcami pospolitego ruszenia swego województwa, a głównymi pomocnikami byli chorążowie, organizujący popisy. W celu sprawniejszego zarządzania zwołanym pospolitym ruszeniem wojewodowie tworzyli 3-4-osobową radę, będącą organem doradczo-wykonawczym, która wraz z dowódcą wojsk zaciężnych tworzyła tzw. starszyznę. W razie wojny zgromadzona w Smoleńsku szlachta wybierała rotmistrzów, którzy ze względu na podział stanowisk na murach twierdzy zwani byli kwatermistrzami. Kierowali oni obroną fragmentu twierdzy od baszty do baszty. Wybierano także strażników, którzy zarządzali służbą wartowniczą oraz kierowali podsłuchami robót minerskich prowadzonych przez oblegającego twierdzę nieprzyjaciela. Wszyscy wybrani przez szlachtę urzędnicy musieli zostać zatwierdzeni przez wojewodę.
Wojewodowie województwa smoleńskiego Wielkiego Księstwa Litewskiego i I Rzeczypospolitej.
- Stanisław Kiszka[1]
- Jerzy Hlebowicz 1508–1514
- Jerzy (Jurij) Sołłohub 1514 r.
- wakat
- Bazyli (Wasyl) Tyszkiewicz 1569–1571
- Hrehory Bohdanowicz Wołłowicz 1571–1577
- Jerzy Ościk 1578–1579
- Filon Kmita 1579–1587
- Jan Janowicz Wołmiński 1588–1595
- Jan Stanisławowicz Abramowicz 1596–1602
- Piotr Dorohostajski 1605–1611[2]
- Mikołaj Hlebowicz 1611–1621
- Andrzej Sapieha 1621 r.
- Michał Drucki Sokoliński (zm. 1621) (nie objął urzędu)
- Jan Hołubicki-Korsak 1625 r. (nie potwierdzony w źródłach)
- Aleksander Korwin Gosiewski 1625–1639
- Krzysztof Korwin Gosiewski 1639–1643
- Jerzy Karol Hlebowicz 1643–1653
- Filip Kazimierz Obuchowicz 1653–1656
- Adam Maciej Sakowicz 1658–1662[3]
- Michał Kazimierz Pac 1663–1667
- Hrehory Kazimierz Podbereski 1667–1677[4]
- Krzysztof Jesman 1677–1687
- Stefan Konstanty Piaseczyński 1687–1691
- Adam Tarło 1691–1710
- Jan Koss 1710–1712
- Aleksander Jan Potocki 1712–1714
- Franciszek Cetner 1714–1732[5]
- Michał Zdzisław Zamoyski 1732–1735
- Stanisław Potocki 1735–1744
- Piotr Paweł Sapieha 1744–1771
- Józef Sylwester Sosnowski 1771–1775
- Józef Skumin Tyszkiewicz 1775–1790
- Franciszek Ksawery Sapieha 1791–1793